# Barànovski
Barànovski (en rus: Барановский) és un poble (possiólok) del krai de Primórie, a l'Extrem Orient de Rússia, que en el cens del 2010 tenia 439 habitants.